# 新疆碘泡虫
新疆碘泡虫（学名：Myxobolus sinkiangensis）为碘泡科碘泡虫属的动物。在中国，分布于新疆等，营寄生生活，寄生在麦穗鱼的体表。
种加名 sinkiangensis 意为“新疆的”。